# Stenotrema hirsutum
Stenotrema hirsutum är en snäckart som först beskrevs av Thomas Say 1817.  Stenotrema hirsutum ingår i släktet Stenotrema och familjen Polygyridae. Inga underarter finns listade i Catalogue of Life.